# Aegialia
Aegialia é um género de escaravelho da família Scarabaeidae.
Este género contém as seguintes espécies:
- Aegialia concinna
- Aegialia crescenta